# 27 juli
27 juli is de 208ste dag van het jaar (209de dag in een schrikkeljaar) in de gregoriaanse kalender. Hierna volgen nog 157 dagen tot het einde van het jaar.

## Gebeurtenissen
- Algemeen
  - 1890 - Vincent van Gogh schiet zichzelf in de borst met een revolver. Aan zijn verwondingen overlijdt hij twee dagen later, op 29 juli.
  - 1909 - Tweede dag van de Tragische week in Catalonië, een opstand die hardhandig neer wordt geslagen.
  - 1956 - Op de Amerikaanse luchtmachtbasis Lakenheath in het Britse Suffolk aan de Noordzee ontploft de brandstoftank van een B-47 bommenwerper naast een opslagplaats met kernwapens.
  - 1980 - Een Palestijn gooit in Antwerpen twee handgranaten naar een groep joodse scholieren.
  - 1991 - In de Bulgaarse kerncentrale van Kozlodoej worden opnieuw radioactieve lekkages ontdekt.
  - 2014 - In Bolivia wordt een massagraf ontdekt met daarin de resten van meer dan vierhonderd mensen. Het zou gaan om mijnwerkers uit de Spaanse koloniale tijd. Het graf werd door bouwvakkers per toeval ontdekt in de stad Potosí.
- Economie
  - 1990 - Bij een bijeenkomst van de OPEC in Genève wordt een akkoord bereikt om de prijs voor een vat ruwe olie te verhogen tot 21 dollar.
  - 1991 - Peru bereikt een akkoord met het Internationaal Monetair Fonds (IMF) over hervormingen die de noodlijdende economie van het Zuid-Amerikaanse land moeten stabiliseren.
- Kunst en cultuur
  - 1940 - Bugs Bunny maakt zijn entree in de cartoon A Wild Hare
- Oorlog
  - 1214 - Slag bij Bouvines
  - 1953 - De wapenstilstand van Panmunjon maakt een eind aan de Koreaanse oorlog.
- Politiek
  - 1939 - Twee dagen na het constitutioneel beraad struikelt het kabinet-Colijn V in het debat over de regeringsverklaring over een motie van afkeuring.
  - 1955 - Oostenrijk wordt onafhankelijk, de grote mogendheden beëindigen de bezetting.
  - 1985 - Een militaire staatsgreep in Oeganda werpt het bewind van president Milton Obote omver.
  - 1990 - Het parlement van de Sovjetrepubliek Wit-Rusland roept de soevereiniteit uit.
  - 1990 - In de Nigeriaanse hoofdstad Lagos worden 42 mensen geëxecuteerd die in april naar verluidt hebben geprobeerd een staatsgreep te plegen.
  - 1994 - In verschillende wijken van de Nigeriaanse hoofdstad Lagos breken rellen uit als duizenden jongeren de straat opgaan om te protesteren tegen de militaire dictatuur van generaal Sani Abacha.
  - 1995 - Vietnam wordt lid van ASEAN (Alliantie van Zuidoost-Aziatische landen).
  - 2010 - De Venezolaanse president Hugo Chávez heeft zo’n duizend extra militairen naar de grens met Colombia gestuurd, aldus generaal Franklin Márquez, hoofd van de nationale garde in Venezuela.
  - 2011 - Zuid-Soedan wordt lid van de Afrikaanse Unie.
- Recreatie
  - 2004 - In Attractiepark Toverland wordt Booster Bike geopend; de eerste motorfietsachtbaan ter wereld.
  - 2010 - In het Disneyland Park te Anaheim wordt de attractie Star Tours gesloten, waarna het afgebroken wordt.
- Sport
  - 1986 - Greg LeMond uit de Verenigde Staten verslaat zijn Franse teamgenoot Bernard Hinault en wint voor de eerste keer de Ronde van Frankrijk.
  - 1993 - De Cubaanse atleet Javier Sotomayor scherpt bij atletiekwedstrijden in Salamanca zijn eigen wereldrecord hoogspringen met 1 centimeter aan tot 2,45 meter.
  - 1996 - De Canadese atleet Donovan Bailey verbetert het twee jaar oude record op de 100 meter sprint met 0,01 s en brengt het op 9,84 s.
  - 1997 - Jan Ullrich wint de 84ste editie van de Ronde van Frankrijk. De Duitse wielrenner neemt de titel over van zijn Deense collega Bjarne Riis.
  - 2003 - Het Mexicaans voetbalelftal  wint de zevende editie van de CONCACAF Gold Cup door in de finale Brazilië met 1-0 (golden goal) te verslaan.
  - 2012 - Opening van de Olympische Zomerspelen 2012 in Londen.
  - 2014 - De Italiaan Vincenzo Nibali is de eindwinnaar van de Ronde van Frankrijk 2014. De Slowaak Peter Sagan wint de groene trui (sprintklassement) en de Pool Rafał Majka de bolletjestrui, als winnaar van het bergklassement.
- Wetenschap en technologie
  - 1816 - Begin van de verplaatsing van het beeld van Ramses II naar de Nijl door Giovanni Battista Belzoni
  - 1866 - De eerste telegraafkabel tussen Amerika en Europa is gelegd.
  - 1921 - Eerste isolatie van insuline door Frederick Banting en Charles Best.
  - 1962 - Aan boord van een Toepolev Tu-104 volbrengen de kosmonauten Andrijan Nikolajev en Pavlo Popovytsj voor het eerst in de geschiedenis een gewichtloosheidstraining (Zero-G) zonder daarbij echt de ruimte in te gaan.[1]
  - 1990 - De laatste Deux Chevaux rolt van de lopende band in de Citroën-fabriek in Portugal.

## Geboren

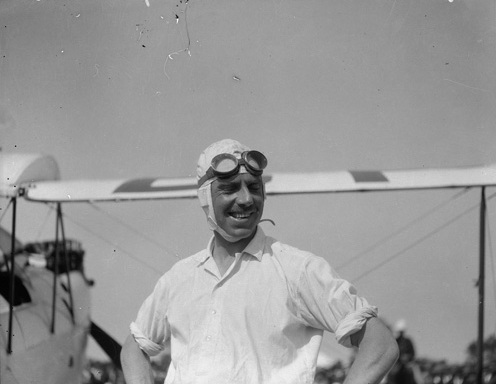
Geoffrey de Havilland
geboren in 1882

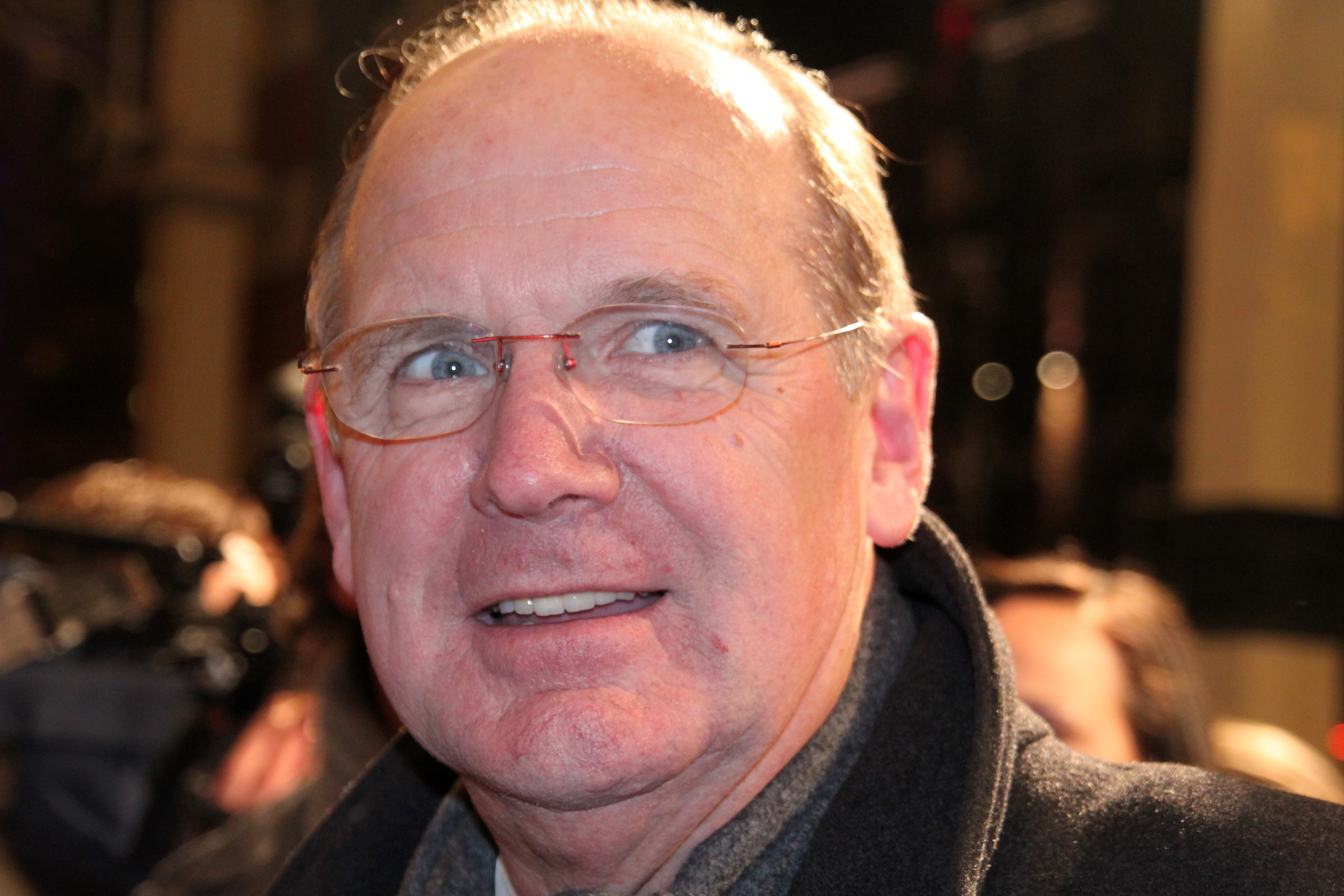
Philip Freriks
geboren in 1944

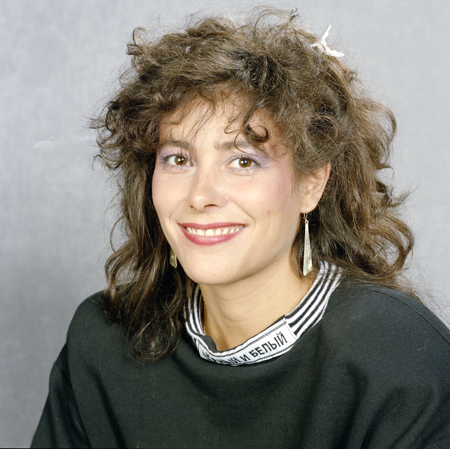
Léonie Sazias
geboren in 1957

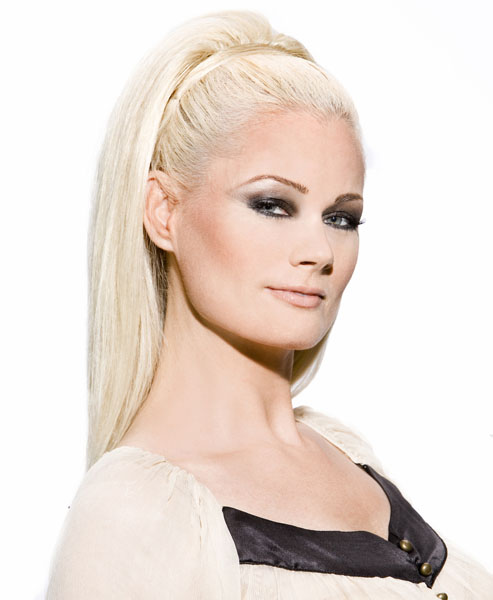
Monique Sluyter
geboren in 1967

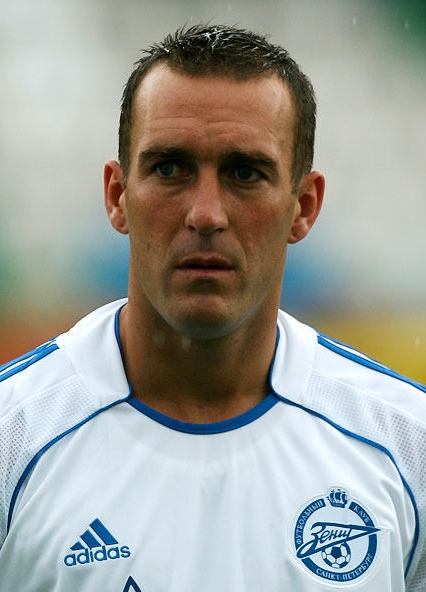
Fernando Ricksen
geboren in 1976

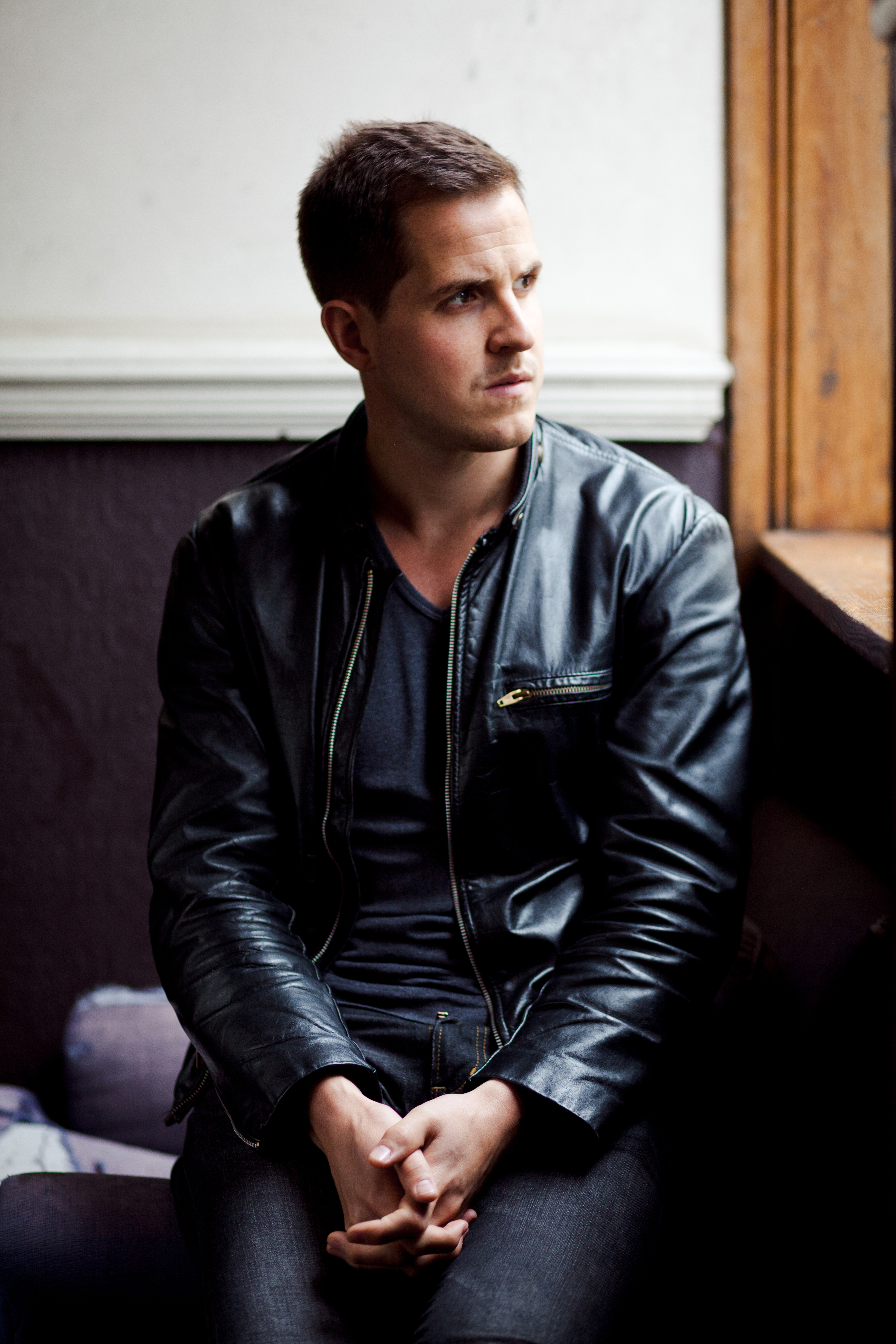
Dan Jones
geboren in 1981

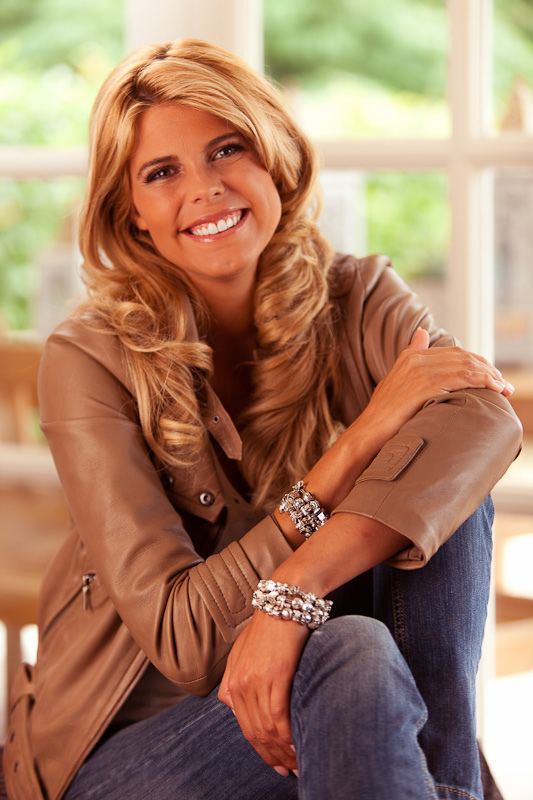
Kim Kötter
geboren in 1982

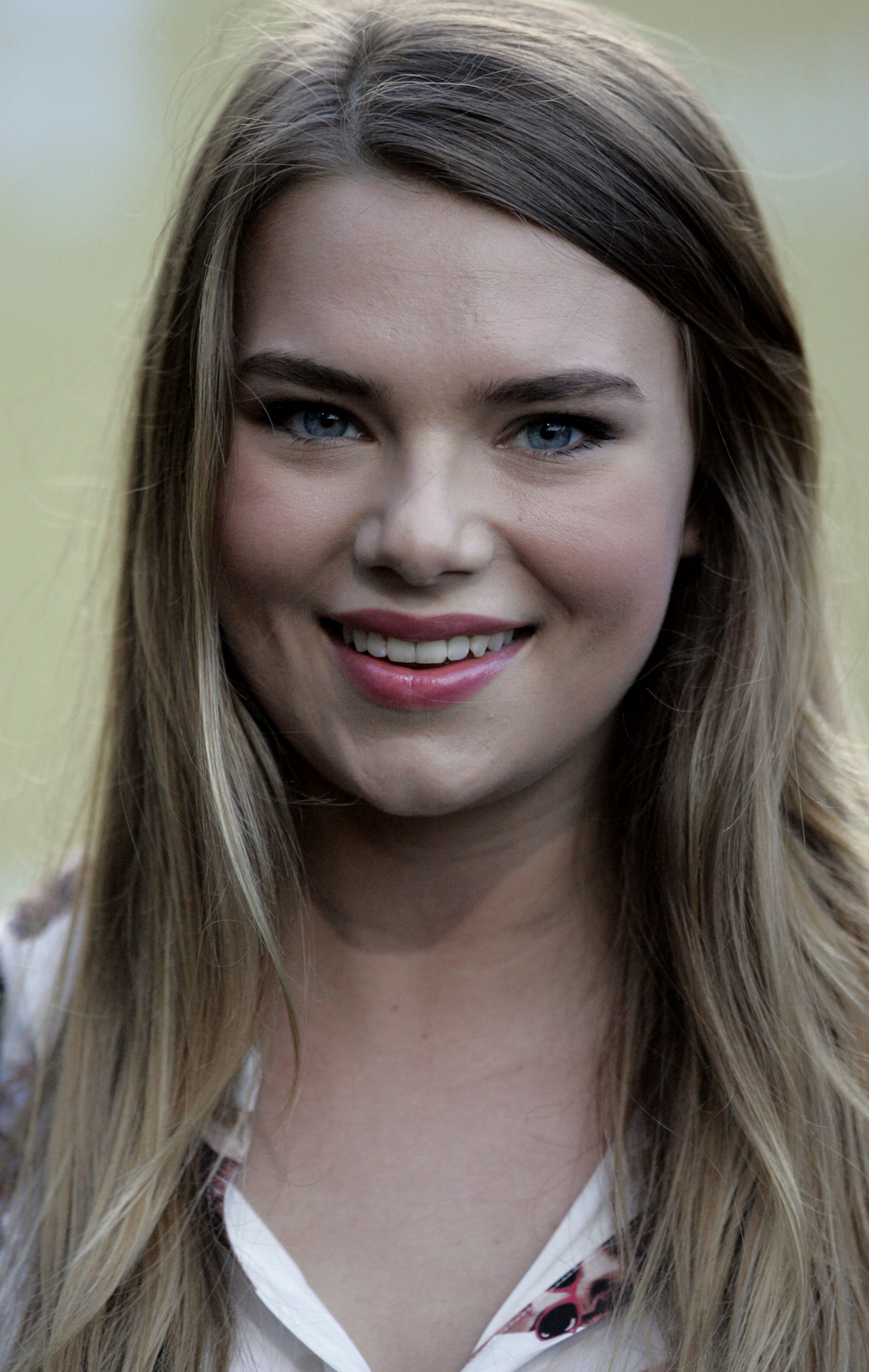
Indiana Evans
geboren in 1990

- 1667 - Johann Bernoulli, Zwitsers wiskundige (overleden 1748)
- 1734 - Madame Sophie Philippine van Frankrijk, prinses van Frankrijk (overleden 1782)
- 1768 - Charlotte Corday d'Armont, moordenares van Jean-Paul Marat (overleden 1793)
- 1781 - Mauro Giuliani, Italiaans gitarist, cellist, zanger en componist (overleden 1829)
- 1828 - Lodewijk Willem Ernst Rauwenhoff, Nederlands theoloog, predikant en hoogleraar (overleden 1889)
- 1852 - George Foster Peabody, Amerikaans ondernemer en filantroop (overleden 1938)
- 1870 - Hilaire Belloc, Frans-Brits schrijver (overleden 1953)
- 1871 - Herman Heijenbrock, Nederlands schilder (overleden 1948)
- 1875 - Theodorus van Roosmalen, Nederlands apostolisch vicaris van Suriname (overleden 1957)
- 1882 - Geoffrey de Havilland, Brits vliegtuigbouwer (overleden 1965)
- 1889 - Ernst Cahn, Nederlands verzetsstrijder (overleden 1941)
- 1892 - Irene Peacock, Zuid-Afrikaans tennisspeelster (overleden 1978)
- 1890 - Armas Taipale, Fins atleet (overleden 1976)
- 1893 - Ugo Agostoni, Italiaans wielrenner (overleden 1941)
- 1894 - André Jousseaume, Frans ruiter (overleden 1960)
- 1899 - Harl McDonald, Amerikaans componist, muziekpedagoog, dirigent en pianist (overleden 1955)
- 1901 - Henrietta Drake-Brockman, West-Australisch schrijfster (overleden 1968)
- 1901 - Joaquin Palacio, Spaans autocoureur (overleden 1989)
- 1904 - Ljoedmila Roedenko, Russisch schaakster (overleden 1986)
- 1904 - Omer Taverne, Belgisch wielrenner (overleden 1981)
- 1907 - Robert Baelde, Nederlands jurist en maatschappelijk werker (overleden 1942)
- 1907 - Richard Beesly Brits roeier (overleden 1965)
- 1910 - Lupita Tovar, Mexicaans actrice (overleden 2016)
- 1915 - Bert Hermans, Belgisch atleet (overleden 1999)
- 1915 - Willem Hofhuizen, Nederlands expressionistisch schilder (overleden 1986)
- 1915 - Mario del Monaco, Italiaans operazanger (overleden 1982)
- 1918 - Bud Clemons, Amerikaans autocoureur (overleden 2001)
- 1918 - Jopie Selbach, Nederlands zwemster (overleden 1998)
- 1919 - Gogó Andreu, Argentijns acteur en komiek (overleden 2012)
- 1922 - Adolfo Celi, Italiaans acteur (overleden 1986)
- 1922 - Jef Lataster, Nederlands atleet (overleden 2014)
- 1923 - Eugène Dodeigne, Frans beeldhouwer (overleden 2015)
- 1924 - Roger De Clerck, Belgisch textielmagnaat (overleden 2015)
- 1924 - Otar Taktakisjvili, Georgisch componist (overleden 1989)
- 1925 - Harry Towb, Noord-Iers acteur (overleden 2009)
- 1928 - Joseph Kittinger, Amerikaans officier (overleden 2022)
- 1929 - Harvey Fuqua, Amerikaans rhythm-and-blues-zanger en platenproducent (overleden 2010)
- 1929 - Jack Higgins, Engels romanschrijver (overleden 2022)
- 1930 - Shirley Williams, Brits politica (overleden 2021)
- 1931 - Jerry Van Dyke, Amerikaans komiek-acteur (overleden 2018)
- 1932 - Forest Able, Amerikaans basketballer
- 1932 - Aleidis Dierick, Belgisch dichteres (overleden 2022)
- 1933 - Herman Adhin, Surinaams bestuurder en politicus (overleden 1992)
- 1933 - Everhard Korthals Altes, Nederlands jurist (overleden 2015)
- 1933 - Chris Lawrence, Brits autocoureur (overleden in 2011)
- 1935 - Hylke Tromp, Nederlands polemoloog (overleden 2021)
- 1937 - Anna Dawson, Engels actrice
- 1938 - Pierre Christin, Frans striptekenaar (overleden 2024)
- 1938 - Marijke Höweler, Nederlands psychologe en schrijfster (overleden 2006)
- 1938 - Gary Gygax, Amerikaans spellenontwerper (overleden 2008)
- 1939 - James Victor, Amerikaans/Dominicaans acteur (overleden 2016)
- 1940 - Sjoukje Hooymaayer, Nederlands actrice (overleden 2018)
- 1942 - Karl Link, Duits wielrenner
- 1943 - Edgar Azzopardi, Maltees voetbalscheidsrechter
- 1943 - Max Jean, Frans autocoureur
- 1944 - Marlène Charell, Duits danseres, zangeres en presentatrice
- 1944 - Philip Freriks, Nederlands journalist, presentator en nieuwslezer
- 1944 - Bobbie Gentry, Amerikaans countryzangeres
- 1944 - Barbara Thompson, Brits jazzmuzikante (overleden 2022)
- 1945 - Edmund M. Clarke, Amerikaans informaticus (overleden 2020)
- 1946 - Donald Evans, Amerikaans politicus en zakenman
- 1948 - Peggy Fleming, Amerikaans kunstschaatsster
- 1948 - Henny Vrienten, Nederlands muzikant en componist (onder andere Doe Maar) (overleden 2022)
- 1950 - Meindert Schollema, Nederlands burgemeester (overleden 2019)
- 1950 - Amerigo Thodé, Curaçaos politicus (overleden 2023)
- 1951 - Leo Hogenboom, Nederlands acteur
- 1951 - Gerard Klaasen, Nederlands journalist (overleden 2022)
- 1952 - Elly Appel, Nederlands tennisster (overleden 2022)
- 1953 - Wim van de Camp, Nederlands politicus
- 1954 - Philippe Alliot, Frans autocoureur
- 1954 - Peter Mueller, Amerikaans schaatser en schaatscoach
- 1955 - Jillert Anema, Nederlands schaatscoach
- 1956 - Hakim Traïdia, Algerijns/Nederlands acteur (Sesamstraat)
- 1957 - Erwin Romero, Boliviaans voetballer
- 1957 - Léonie Sazias, Nederlands presentatrice, politica en beeldend kunstenares (overleden 2022)
- 1962 - Carolina Mout, Nederlands actrice, voice-over en zangeres
- 1962 - Patrick Shanahan, Amerikaans zakenman en politicus
- 1963 - Twan Poels, Nederlands wielrenner
- 1965 - José Luis Chilavert, Paraguayaans voetballer
- 1965 - Trifon Ivanov, Bulgaars voetballer (overleden 2016)
- 1967 - Monique Sluyter, Nederlands actrice en presentatrice
- 1967 - Patrick Stoof, Nederlands acteur, toneelregisseur en theaterdocent
- 1968 - Frank Goergen, Luxemburgs voetballer
- 1968 - Samuel Matete, Zambiaans atleet
- 1968 - Julian McMahon, Australisch acteur (overleden 2025)
- 1969 - Mike Crouwel, Nederlands honkballer en honkbalcoach
- 1969 - Richard Elzinga, Nederlands voetballer
- 1970 - Jeroen Tjepkema, Nederlands redacteur en nieuwslezer NOS Journaal
- 1970 - Stephan Veen, Nederlands hockeyer
- 1972 - Maya Rudolph, Amerikaans zangeres, actrice en comédienne
- 1973 - Abe Cunningham, Amerikaans drummer
- 1973 - Erik Nys, Belgisch atleet
- 1974 - Alex Malinga, Oegandees atleet
- 1976 - Fernando Ricksen, Nederlands voetballer (overleden 2019)
- 1977 - Mustapha Bennacer, Algerijns atleet
- 1977 - Massimo Margiotta, Italiaans/Venezolaans voetballer
- 1977 - Jonathan Rhys Meyers, Iers acteur
- 1977 - Jonathan Soeharno, Nederlands advocaat, hoogleraar en politicus
- 1979 - Sidney Govou, Frans voetballer
- 1979 - Gürkan Küçüksentürk, Nederlands acteur
- 1979 - Baya Rahouli, Algerijns atlete
- 1980 - Michail Balandin, Russisch ijshockeyer (overleden 2011)
- 1980 - Allan Davis, Australisch wielrenner
- 1981 - Kinga Bán, Nederlands zangeres (overleden 2019)
- 1981 - Carol Gattaz, Braziliaans volleybalster
- 1981 - Theo Janssen, Nederlands voetballer
- 1981 - Pete Reed, Brits roeier
- 1981 - Dan Jones, Brits historicus
- 1982 - Tatjana Antosjina, Russisch wielrenster
- 1982 - Kim Kötter, Nederlands fotomodel, actrice en presentatrice
- 1983 - Lorik Cana, Albanees voetballer
- 1983 - Martijn Maaskant, Nederlands wielrenner
- 1983 - Liz May, Luxemburgs triatlete
- 1983 - Goran Pandev, Macedonisch voetballer
- 1984 - Willy Kanis, Nederlands wielrenster
- 1984 - Jim Williams, Welsh darter
- 1985 - Young Dolph, Amerikaans rapper (overleden 2021)
- 1986 - François Braud, Frans Noordse combinatieskiër
- 1987 - Thomas Enevoldsen, Deens voetballer
- 1987 - Jennifer Ewbank, Nederlands zangeres
- 1987 - Marek Hamšík, Slowaaks voetballer
- 1987 - Hripsime Khurshudyan, Armeens gewichtheffer
- 1987 - Susanne Moll, Oostenrijks snowboardster
- 1987 - Boris Steimetz, Frans zwemmer
- 1988 - Birgit Ente, Nederlands judoka
- 1989 - Natalia Partyka, Pools tafeltennisster
- 1990 - Indiana Evans, Australisch actrice
- 1990 - David Storl, Duits atleet
- 1991 - Klaus Bachler, Oostenrijks autocoureur
- 1991 - Natalia Sadowska, Pools damster
- 1992 - Juan Piedrahita, Colombiaans autocoureur
- 1993 - Sage Kotsenburg, Amerikaans snowboarder
- 1993 - Park Gyu-young, Zuid-Koreaans actrice
- 1994 - John Felagha, Nigeriaans voetballer (overleden 2020)
- 1994 - Winnie Harlow, Canadees model
- 1994 - Boyan Slat, Nederlands uitvinder en ondernemer
- 1995 - Cees Bol, Nederlands wielrenner
- 1998 - Myles Erlick, Canadees acteur en danser
- 1999 - Derry John Murkin, Engels voetballer
- 2001 - Killian Hayes, Frans basketballer
- 2001 - Sven Roosen, Nederlands atleet
- 2002 - Agnes Beever-Jones, Engels voetbalster
- 2002 - Dana Foederer, Nederlands voetbalster
- 2003 - Louis Foster, Brits autocoureur
- 2005 - Kealyn Thomas, Nederlands voetbalster
- 2007 - Alyvia Alyn Lind, Amerikaans actrice

## Overleden

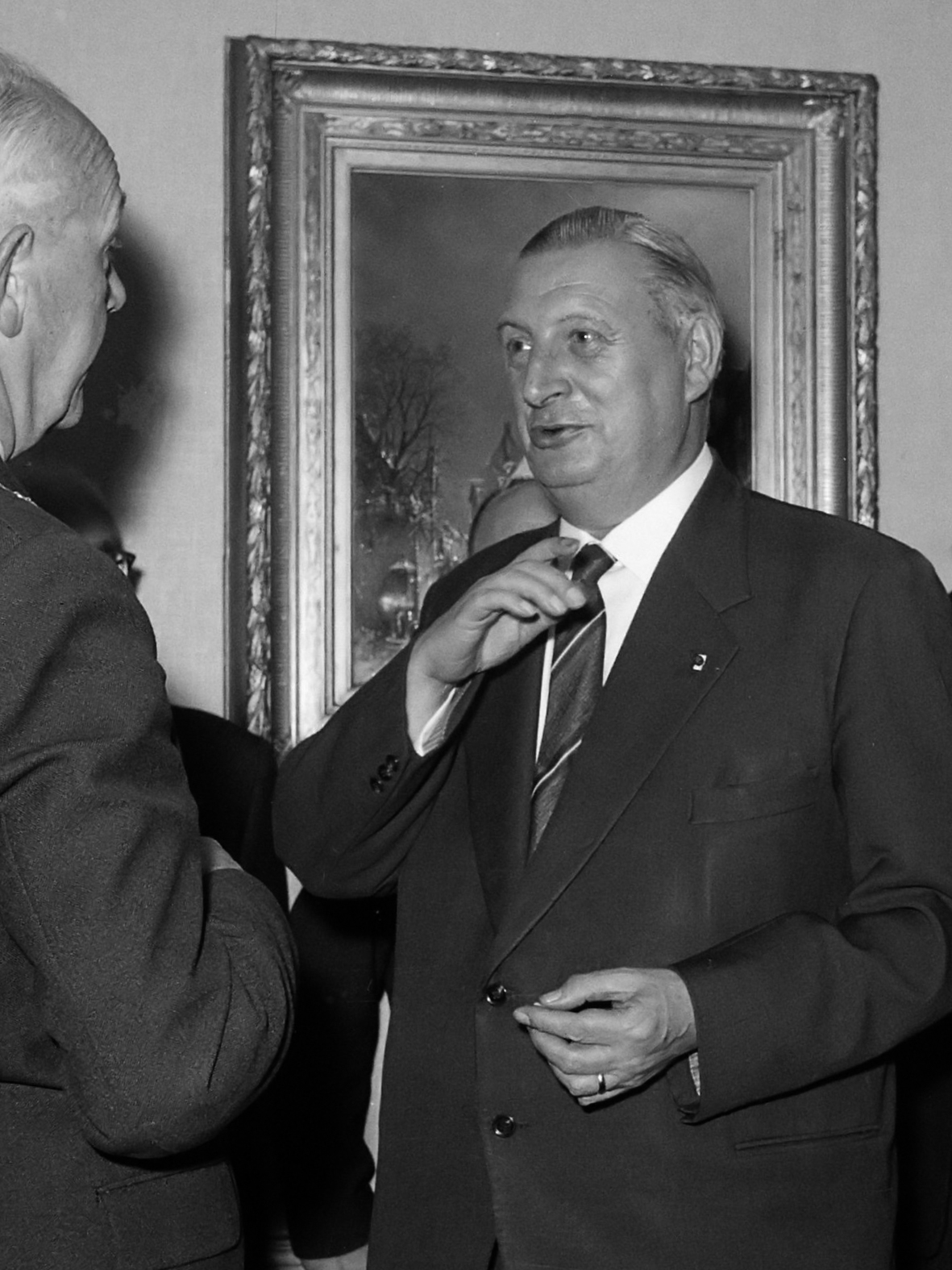
Anton van Duinkerken
overleden in 1968

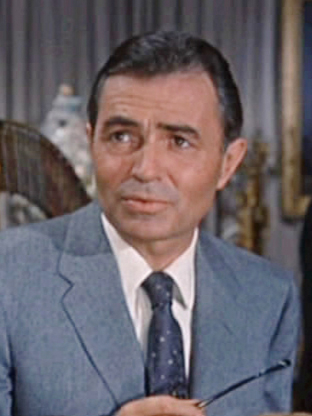
James Mason
overleden in 1984

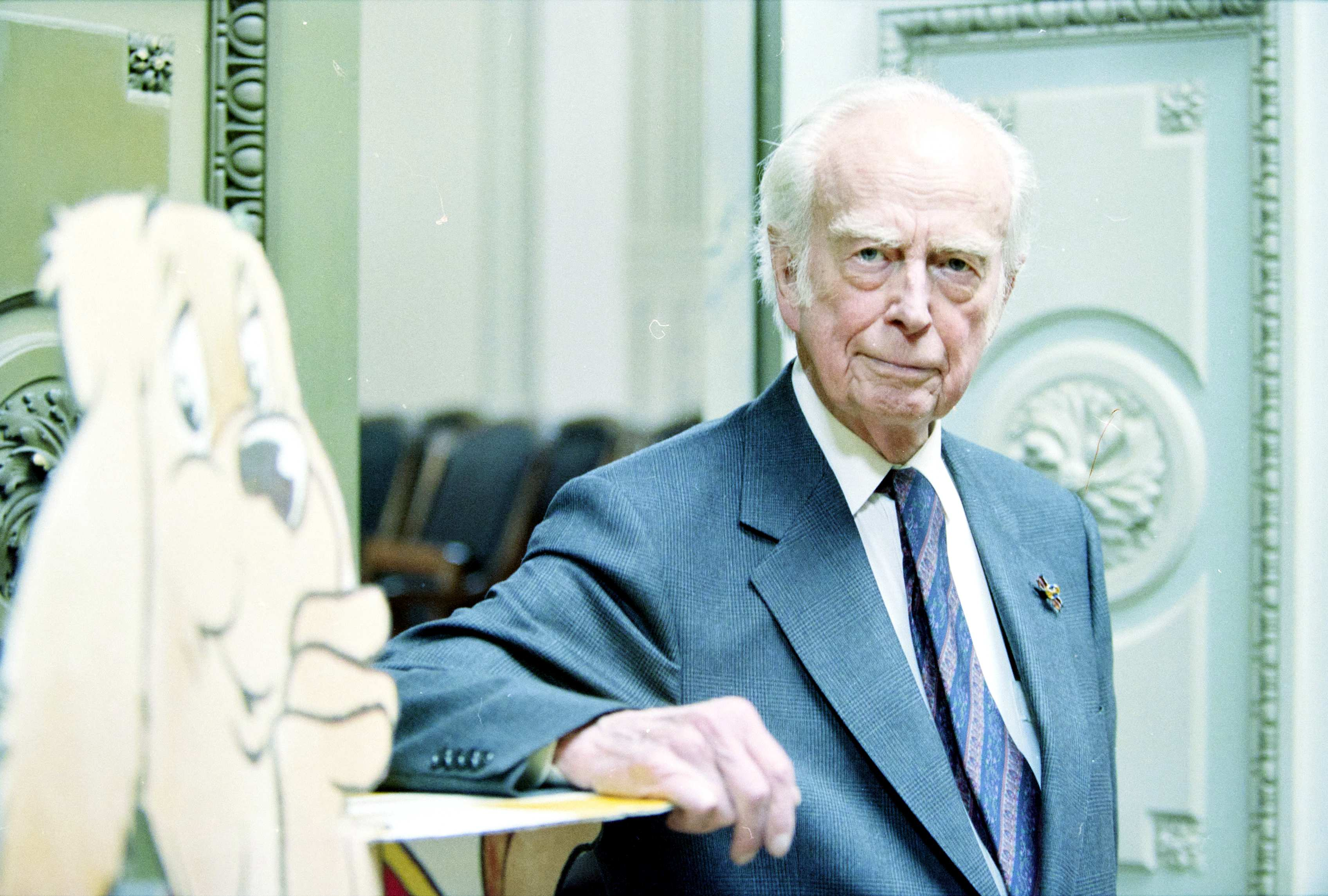
Marten Toonder
overleden in 2005

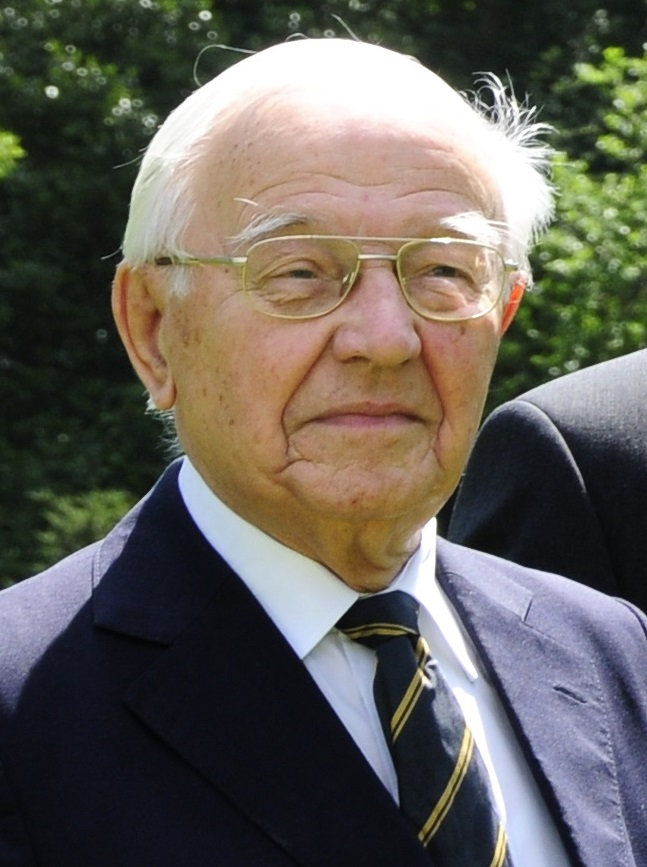
Piet de Jong
overleden in 2016

- 1233 - Ferrand van Portugal (45), echtgenoot van de Vlaamse gravin Johanna van Constantinopel
- 1276 - Jacobus I, koning van Aragon
- 1365 - Rudolf IV van Oostenrijk (25), aartshertog van Oostenrijk
- 1510 - Giovanni Sforza (44), Italiaans edelman
- 1787 - Christoffel Pullmann (28), Duits huursoldaat die omgekomen is tijdens zijn wacht bij Paleis Soestdijk.
- 1834 - Henry Bathurst (72), 3e graaf van Bathurst en Brits politicus
- 1841 - Michail Lermontov (26), Russisch schrijver
- 1844 - John Dalton (77), Brits scheikundige en natuurkundige
- 1924 - Ferruccio Busoni (58), Italiaans componist, pianist en dirigent
- 1925 - Pieter Hofstede Crull (63), Nederlands jurist
- 1946 - Gertrude Stein (72), Amerikaans dichteres en schrijfster, geestelijk moeder van "The Lost Generation"
- 1948 - Woolf Barnato (52), Brits autocoureur
- 1954 - Jacob Tullin Thams (56), Noors schansspringer en zeiler
- 1958 - Fernand Augereau (75), Frans wielrenner
- 1960 - Johannes Wardenier (48), Nederlandse uitvinder
- 1961 - Ragnar Melén (66), Zweeds atleet
- 1968 - Anton van Duinkerken (65), Nederlands letterkundige en schrijver
- 1969 - Moises Solana (33), Mexicaans autocoureur
- 1970 - António de Oliveira Salazar (81), Portugees dictator
- 1978 - Willem van Otterloo (70), Nederlands dirigent
- 1979 - Henri Saint Cyr (77), Zweeds ruiter
- 1980 - Mohammad Reza Pahlavi (60), sjah van Perzië
- 1980 - Gerard van Walsum (80), Nederlands burgemeester van Rotterdam
- 1984 - James Mason (75), Brits acteur
- 1991 - Pierre Brunet (89), Frans kunstschaatser
- 1994 - Tatiana Tauer (48), Russisch harpiste
- 1997 - Bert Garthoff (83), Nederlands radiopresentator (Weer of geen weer)
- 1997 - Jeff Rodyns (81), Belgisch violist en dirigent
- 1999 - Thomas Rap (65), Nederlands uitgever
- 2001 - Piet Bromberg (84), Nederlands hockeyer en hockeycoach
- 2002 - Anatoli Basjasjkin (78), Sovjet-voetballer
- 2002 - Dick Cleveland (72), Amerikaans zwemmer
- 2003 - Bob Hope (100), Amerikaans komiek
- 2003 - Emmanuel Pelaez (87), Filipijns politicus en vicepresident van de Filipijnen
- 2003 - Alfredo Eduardo Barreto de Freitas Noronha (Noronha) (84), Braziliaans voetballer
- 2005 - Marten Toonder (93), Nederlands striptekenaar, geestelijk vader van onder meer Olivier B. Bommel
- 2006 - W.G. van de Hulst jr. (89), Nederlands kunstschilder, beeldhouwer, kinderboekenschrijver en illustrator
- 2008 - Youssef Chahine (82), Egyptisch filmregisseur
- 2008 - Russ Gibson (69), Amerikaans honkballer
- 2008 - Marisa Merlini (84), Italiaans actrice
- 2008 - Marie Louis Willem Schoch (96), Nederlands (jeugd)predikant en omroepvoorzitter (IKOR en IKON)
- 2009 - Michaël Zeeman (50), Nederlands schrijver, dichter, literatuurrecensent en televisiepresentator
- 2010 - Johnny Carson (77), Amerikaans muziekpromotor
- 2011 - Ghulam Haider Hamidi (64), Afghaans politicus en burgemeester van Kandahar
- 2011 - Jannie de Groot (81), Nederlands zwemster
- 2011 - Ágota Kristóf (75), Zwitsers-Hongaars schrijfster
- 2012 - Jack Taylor (82), Engels voetbalscheidsrechter
- 2012 - Geoffrey Hughes (68), Engels acteur
- 2013 - Lindy Boggs (97), Amerikaans politica en ambassadrice
- 2013 - Yves-Jean du Monceau de Bergendal (91), Belgisch burgemeester
- 2015 - Abdul Kalam (83), Indiaas president
- 2016 - Jerry Doyle (60), Amerikaans acteur
- 2016 - Piet de Jong (101), Nederlands politicus en oud-premier
- 2016 - Einojuhani Rautavaara (87), Fins componist
- 2017 - Abdelmajid Dolmy (64), Marokkaans voetballer
- 2017 - Sam Shepard (73), Amerikaans toneelschrijver, scenarist en acteur
- 2018 - Braulio Roncero (67), Spaans-Nederlands darter
- 2018 - Vladimir Vojnovitsj (85), Russisch schrijver en dissident
- 2019 - Carlos Cruz-Diez (95), Venezolaans schilder en beeldhouwer
- 2019 - Humphrey Mijnals (88), Surinaams-Nederlands voetballer
- 2019 - Robert Schrieffer (88), Amerikaans natuurkundige
- 2020 - Owen Arthur (70), Barbadiaans politicus
- 2020 - Mohammad Asad Malik (78), Pakistaans hockeyer
- 2021 - Mo Hayder (Beatrice Clare Dunkel) (59), Brits schrijfster
- 2022 - Mary Alice (Mary Alice Smith) (80), Amerikaans actrice
- 2022 - Bernard Cribbins (93), Brits acteur en muzikant
- 2022 - Jelizaveta Dementjeva (94), Sovjet-Russisch kanovaarster
- 2023 - Steffen Britzke (Stevie B-Zet) (62), Duits trancemuziekproducent en keyboardspeler
- 2023 - Hans van Ginkel (83), Nederlands geograaf, historicus en hoogleraar
- 2023 - Margriet Heymans (90), Nederlands kinderboekenschrijfster en illustratrice
- 2023 - Fred van Iersel (68), Nederlands theoloog en ethicus
- 2023 - Bea Van der Maat (62), Belgisch zangeres, presentatrice en actrice
- 2024 - Wolfgang Rihm (72), Duits componist
- 2024 - Mísia (Susana Maria Alfonso de Aguiar) (69), Portugees zangeres
- 2025 - Horst Mahler (89), Duits jurist, advocaat en politiek activist
- 2025 - Celso Valli (75), Italiaans componist
- 2025 - Christian Winiger (80), Zwitsers voetballer

## Viering/herdenking
- Rooms-Katholieke kalender:

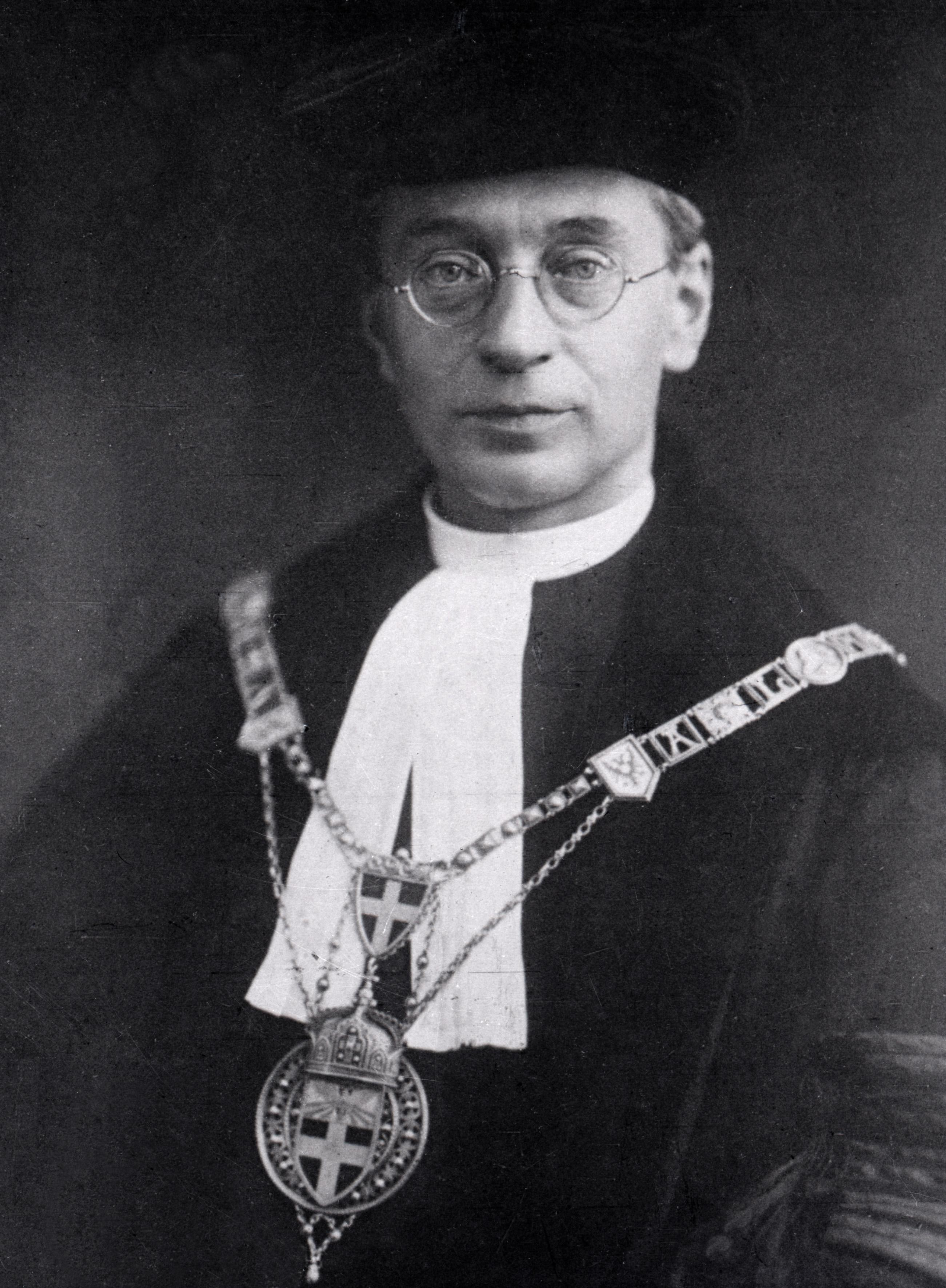
Titus Brandsma

  - Heilige Titus Brandsma († 1942). Heilig verklaard in 2022.
  - Heilige Natalia, Aurelius, Liliana/Liliosa en Felix († 852)
  - Heilige Pantaleon van Nicomedia († 3e eeuw)
  - Heilige Felix van Nicodemië en Jocunda
  - Heilige Theobald van Marly († 1247)
  - Heilige Celestinus I († 432)
  - Heilige Clemens van Ohrid († 916)
  - Heilige Zevenslapers van Efeze  († c. 250)
  - Zalige Maria Magdalena Martinengo († 1737)

## Weerextremen

### Nederland
| | Officiële records | Officiële records | Officiële records |      | Landelijke records | Landelijke records | Landelijke records   |
| Gebeurtenis | Jaar              | Extreem           | Locatie           | Jaar | Extreem            | Locatie            |                      |
| --- | ----------------- | ----------------- | ----------------- | ---- | ------------------ | ------------------ | -------------------- |
| Laagste etmaalgemiddelde temperatuur (°C) | 1914              | 12,3              | De Bilt           |      | 1914               | 10,8               | Maastricht           |
| Hoogste etmaalgemiddelde temperatuur (°C) | 2018              | 29,7              | De Bilt           |      | 2018               | 30,6               | Eindhoven            |
| Laagste minimumtemperatuur (°C) | 1963              | 4,8               | De Bilt           |      | 1963               | 4,7                | Soesterberg, Twenthe |
| Hoogste minimumtemperatuur (°C) | 2018              | 22,4              | De Bilt           |      | 2018               | 24,4               | Deelen               |
| Laagste maximumtemperatuur (°C) | 1918              | 14,4              | De Bilt           |      | 1919               | 13,7               | De Kooy              |
| Hoogste maximumtemperatuur (°C) | 2018              | 35,4              | De Bilt           |      | 2018               | 38,1               | Arcen, Westdorpe     |
| Hoogste uurgemiddelde windsnelheid (m/s) | 1925              | 11,3              | De Bilt           |      | 1987               | 18,0               | IJmuiden             |
| Hoogste windstoot (m/s) | 1953              | 20,1              | De Bilt           |      | 2013               | 24,0               | Eindhoven            |
| Langste zonneschijnduur (uur) | 1981              | 14,9              | De Bilt           |      | 1999               | 15,0               | Twenthe              |
| Langste neerslagduur (uur) | 1993              | 14,3              | De Bilt           |      | 2023               | 19,1               | Eindhoven            |
| Hoogste etmaalsom van de neerslag (mm) | 1918              | 33,1              | De Bilt           |      | 1995               | 48,2               | Leeuwarden           |
| Laagste etmaalgemiddelde relatieve vochtigheid (%) | 2018              | 34                | De Bilt           |      | 2018               | 30                 | Deelen               |
| Laagste uurwaarde luchtdruk op zeeniveau (hPa) | 2015              | 997,1             | De Bilt           |      | 2015               | 994,2              | Hoorn Terschelling   |
| Hoogste uurwaarde luchtdruk op zeeniveau (hPa) | 1963              | 1032,2            | De Bilt           |      | 1963               | 1032,6             | Leeuwarden           |
| Officiële records worden altijd gemeten op het KNMI-weerstation in De Bilt. Landelijke records kunnen worden gemeten op elk officieel KNMI-weerstation in Nederland. |                   |                   |                   |      |                    |                    |                      |

Uitzonderlijke gebeurtenissen 
- 1905 - Laatste officiële zomerse dag van het jaar (maximumtemperatuur ≥ 25 °C in De Bilt)
- 1933 - Eerste en enige officiële tropische dag van het jaar (maximumtemperatuur ≥ 30 °C in De Bilt)
- 1994 - Officieel hoogste minimumtemperatuur in °C van het jaar gemeten in De Bilt: 19,0. Samen met 13 juli
- 2018 - Officieel maandrecord hoogste etmaalgemiddelde temperatuur in °C van juli gemeten in De Bilt: 29,7
- 2018 - Officieel maandrecord hoogste minimumtemperatuur in °C van juli gemeten in De Bilt: 22,4
- 2018 - Landelijk maandrecord hoogste minimumtemperatuur in °C van juli gemeten in Deelen: 24,4
- 2018 - Officieel hoogste minimumtemperatuur in °C van het jaar gemeten in De Bilt: 22,4
- 2018 - Officieel maandrecord laagste etmaalgemiddelde relatieve vochtigheid in % van juli gemeten in De Bilt: 34
- 2018 - In De Bilt wordt een nachttemperatuur gemeten van 23,6 °C. Daarmee is het officieel de warmste nacht ooit gemeten in Nederland.[3]
- 2023 - Landelijk langste neerslagduur in uren van juli dit jaar gemeten in Eindhoven: 19,1

### België
Dagrecords
- 1914 - Laagste etmaalgemiddelde temperatuur 12,2 °C
- 1933 - Hoogste etmaalgemiddelde temperatuur 26,3 °C
- 1929 - Laagste minimumtemperatuur 7,8 °C
- 1911 - Hoogste maximumtemperatuur 33,7 °C
- 1891 - Hoogste etmaalsom van de neerslag 23,8 mm

Uitzonderlijke gebeurtenissen
- 1933 - Maximumtemperatuur tot 29,4 °C op de Baraque Michel (Jalhay) en 37,0 °C in Leopoldsburg.
- 1983 - Hagelbuien met grote hagelstenen veroorzaken schade in de provincie Luik.
- 1994 - Neerslagtotalen tot 81 mm in Heist-aan-Zee.
- 2008 - Neerslagtotalen tot 82 mm in Vielsalm.
- 2013 - Veel neerslag door onweer. Tot Korbeek-Lo (Leuven) met 66,5 mm. Bertrix wordt getroffen door veel hagel.
- 2014 - Overstromingen in de streek van Hooglede, Wingene, Ardooie en Ruiselede vanwege veel neerslag door onweer tot 84,6 mm in Wingene.
- 2018 - In Hechtel-Eksel wordt een maximumtemperatuur gemeten van 38,8 °C, een evenaring van het landelijk record uit 1947.

<< · 1 · 2 · 3 · 4 · 5 · 6 · 7 · 8 · 9 · 10 · 11 · 12 · 13 · 14 · 15 · 16 · 17 · 18 · 19 · 20 · 21 · 22 · 23 · 24 · 25 · 26 · 27 · 28 · 29 · 30 · 31 · >>